# Burg Egloffstein
Burg Egloffstein ist eine ehemalige hochmittelalterliche Adelsburg unmittelbar westlich des gleichnamigen Ortes Egloffstein im oberfränkischen Landkreis Forchheim in Bayern.
Die Burg kann gegen eine Eintrittsgebühr besichtigt werden.

## Geographische Lage
Die Spornburg befindet sich im Naturpark Fränkische Schweiz-Frankenjura auf 443 Metern Höhe auf einer zweiseitig abfallenden und nach Osten gerichteten Felsnase des Rabensteines, etwa 80 Meter über dem Ort im Trubachtal in der Fränkischen Schweiz.
In der Nähe befinden sich die Burg Thuisbrunn, das Schloss Hundshaupten und die Ruine Wolfsberg. Auch der Burgstall Altes Schloss auf dem Altschlossberg bei Affalterthal, der Burgstall Dietrichstein bei Lützelsdorf und die Burgställe auf dem Zaunsbacher Berg und der Thüngfelderstein sowie die ehemalige Burg bei Heidhof auf dem Schlossberg liegen in der näheren Umgebung von Egloffstein.

## Geschichte der Burg

Wappen der Herren von Egloffstein

Die Herren von Egloffstein sind urkundlich seit 1180 nachweisbar. Die Burg wurde zwar erst 1358 erwähnt, als Albrecht II. von Egloffstein mit seinen Brüdern dort eine Kaplanei stiftete, dürfte aber wesentlich älter sein. Die Herren von Egloffstein besaßen die Burg zunächst als freies Eigen.
Während einer Fehde mit dem Bischof von Bamberg zog sich 1372 Götz von Egloffstein nach der Zerstörung seiner Burg Leienfels auf die Stammburg Egloffstein zurück. Damit diese nicht durch den Bischof von Bamberg belagert wurde, schloss man Götz von Egloffstein 1374 vom Familienverband aus.
1376 zwang der Bamberger Bischof Lamprecht von Brunn (1374–1398) Seybot II. von Egloffstein, dem Bamberger Hochstift das Öffnungsrecht für den größten Teil der Burg einzuräumen.
Im Ersten Markgrafenkrieg 1449/50 wurde die Burg durch Truppen des Markgrafen Albrecht Achilles am 8. April 1450 erfolglos angegriffen, dabei aber schwer beschädigt. Von 1482 bis 1493 wurde sie erheblich umgebaut.
1509 trug Jobst I. von Egloffstein seinen Teil der Burg dem Hochstift Bamberg zum Lehen auf. 1516 wurde durch Wolf I. von Egloffstein der letzte noch freieigene Rest der Herrschaft dem Hochstift Bamberg zum Lehen aufgetragen. Der Grund dafür dürfte wohl in der finanziellen Lage der Herren von Egloffstein zu suchen sein.
Trotz der ständigen Verstärkung der Verteidigungswerke wurde die Burg im Landshuter Erbfolgekrieg 1504 von den Nürnbergern erobert und zum Teil niedergebrannt. Kaum wieder aufgebaut, wurde sie 1525 ein Opfer des Bauernkrieges. Der Wiederaufbau erfolgte nur teilweise und sehr schleppend.
Im Zusammenhang mit Streitigkeiten zwischen Wilhelm III. von Egloffstein und dem Bamberger Bischof Veit II. von Würtzburg (1561–1577) ließ dieser 1563 die Burg besetzen und verwüsten.
Als das Dorf Egloffstein im Dreißigjährigen Krieg 1632 und 1645 von den Schweden überfallen wurde, erlitt die Burg schwere Beschädigungen, so dass umfangreiche Wiederherstellungsarbeiten notwendig waren. Albrecht Christoph von Egloffstein ließ 1664 einen großen Geschützturm errichten.
Die letzte kriegsmäßige Besetzung der Burg im Spanischen Erbfolgekrieg 1703 überstand die Burg ohne größere Schäden. Auch die nachfolgenden Jahrzehnte haben keine Zerstörungen der Burg gebracht.
1750 ließen die Brüder Albrecht Christoph Karl und Ludwig I. von Egloffstein anstelle der unteren Kemenate mit der alten Burgkapelle die jetzige Pfarrkirche St. Bartholomäus errichten. 1800 stürzte der große Geschützturm ein und wurde abgetragen.
Das freiherrliche Patrimonialgericht auf der Burg Egloffstein bestand bis zum Jahre 1848. Die Burg befindet sich noch im Besitz der Freiherren von Egloffstein.

## Baubeschreibung
Von der einstigen Burganlage ist noch die Haupt- oder Oberburg vorhanden. Sie besteht hauptsächlich aus der Alten Kemenate und der Langen Kemenate. In der Alten Kemenate dürften die ältesten Bauteile der Burg, die vielleicht aus dem 12. Jahrhundert stammen, enthalten sein.
Die Pfarrkirche St. Bartholomäus wurde 1750 anstelle der Burgkapelle errichtet.

Bilder der Burg
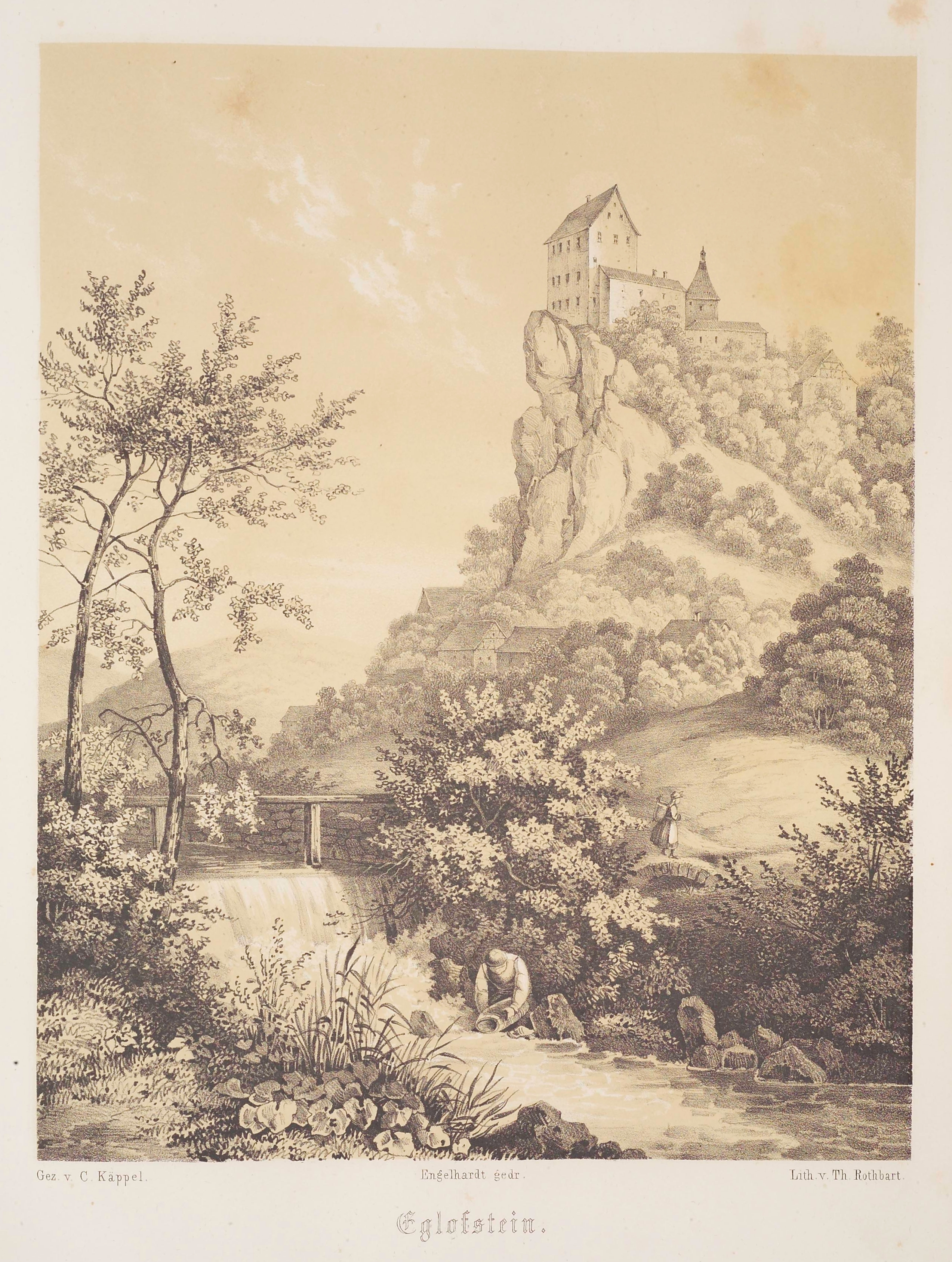
Burg Egloffstein, Lithografie (um 1840) von Theodor Rothbarth nach einer Zeichnung von Carl Käppel
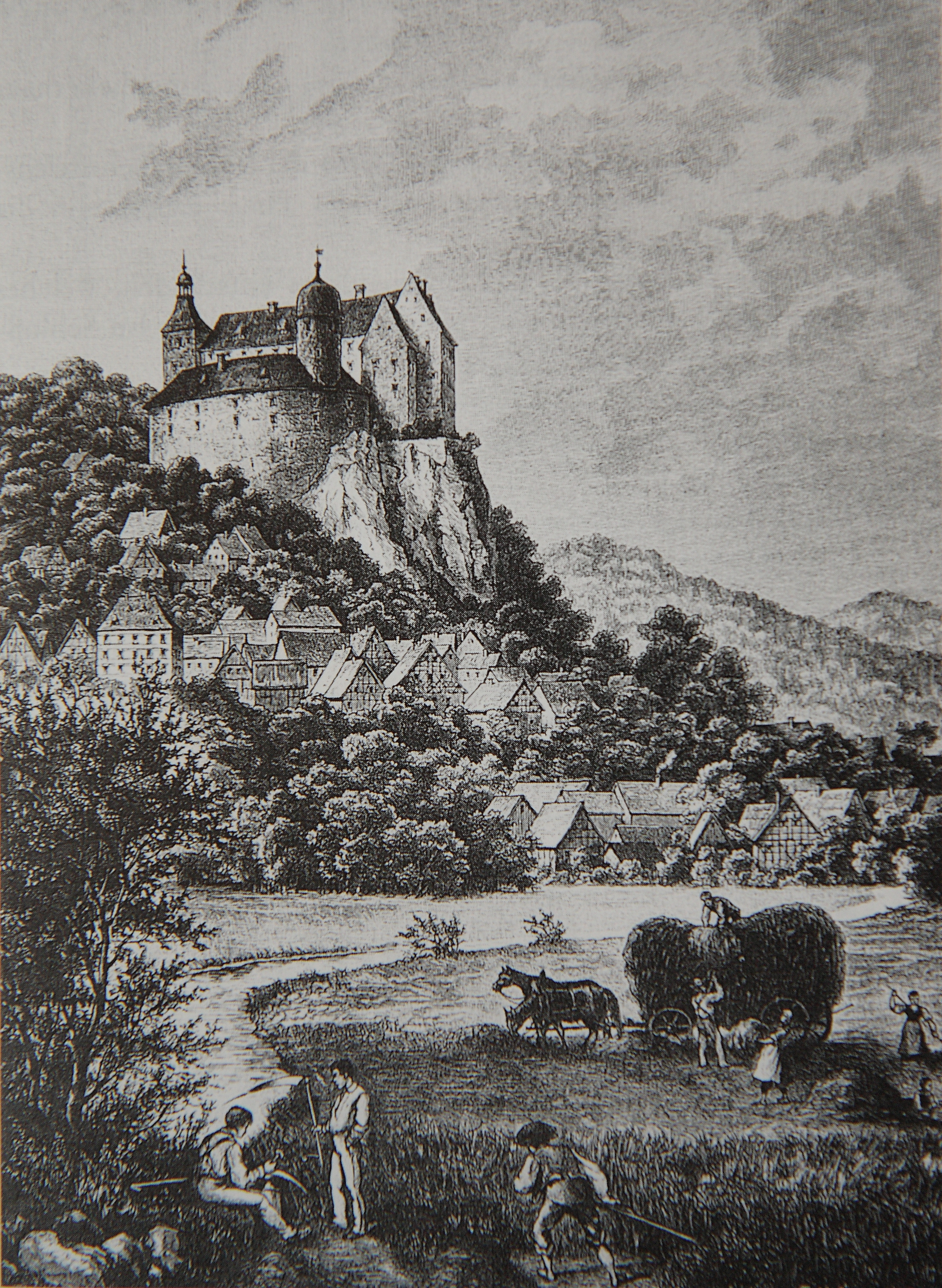
Burg und Dorf Egloffstein auf einem Holzstich von E. Hofmann (um 1880)
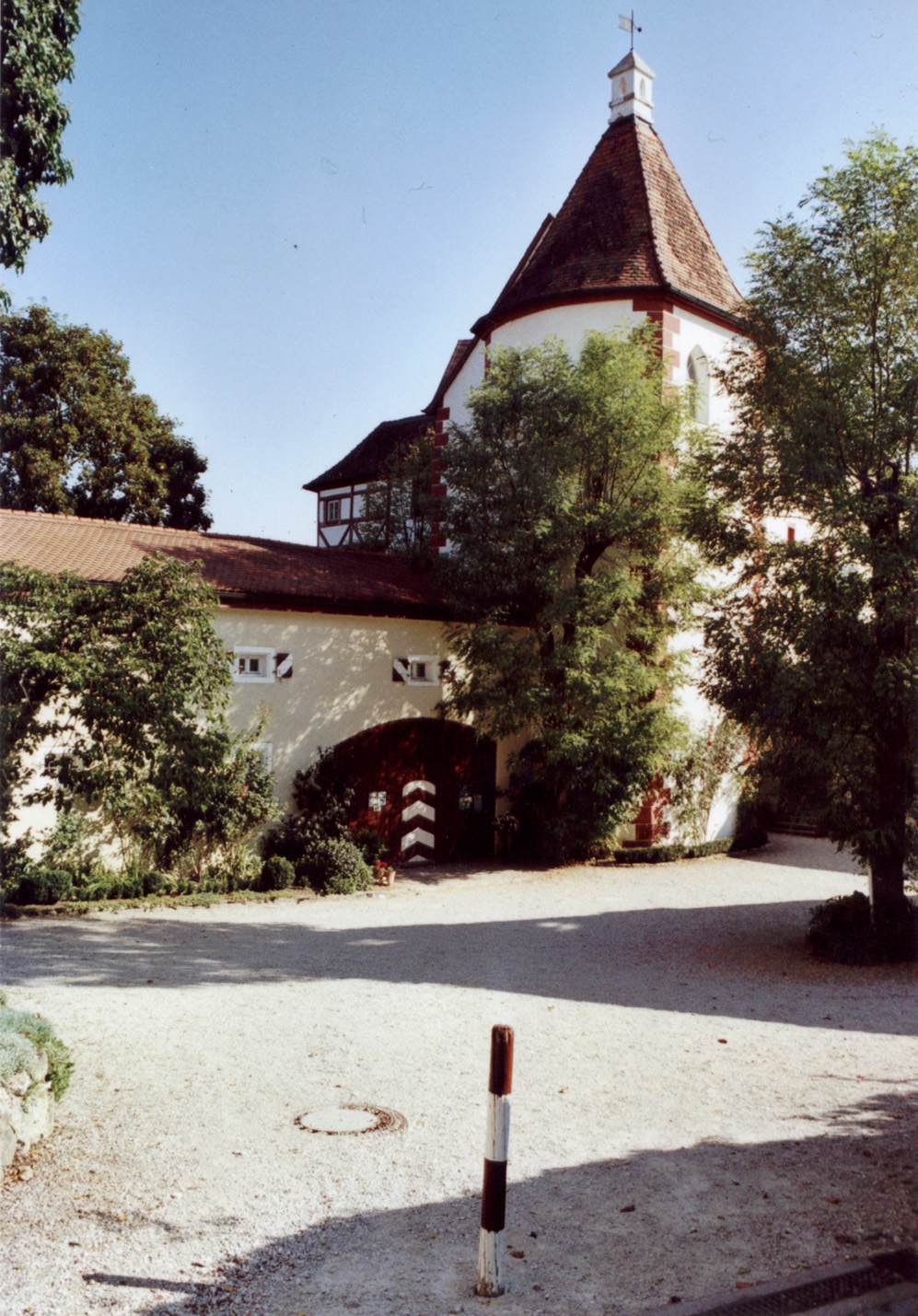
Stallgebäude mit Tor im ehemaligen Burggraben (2006)
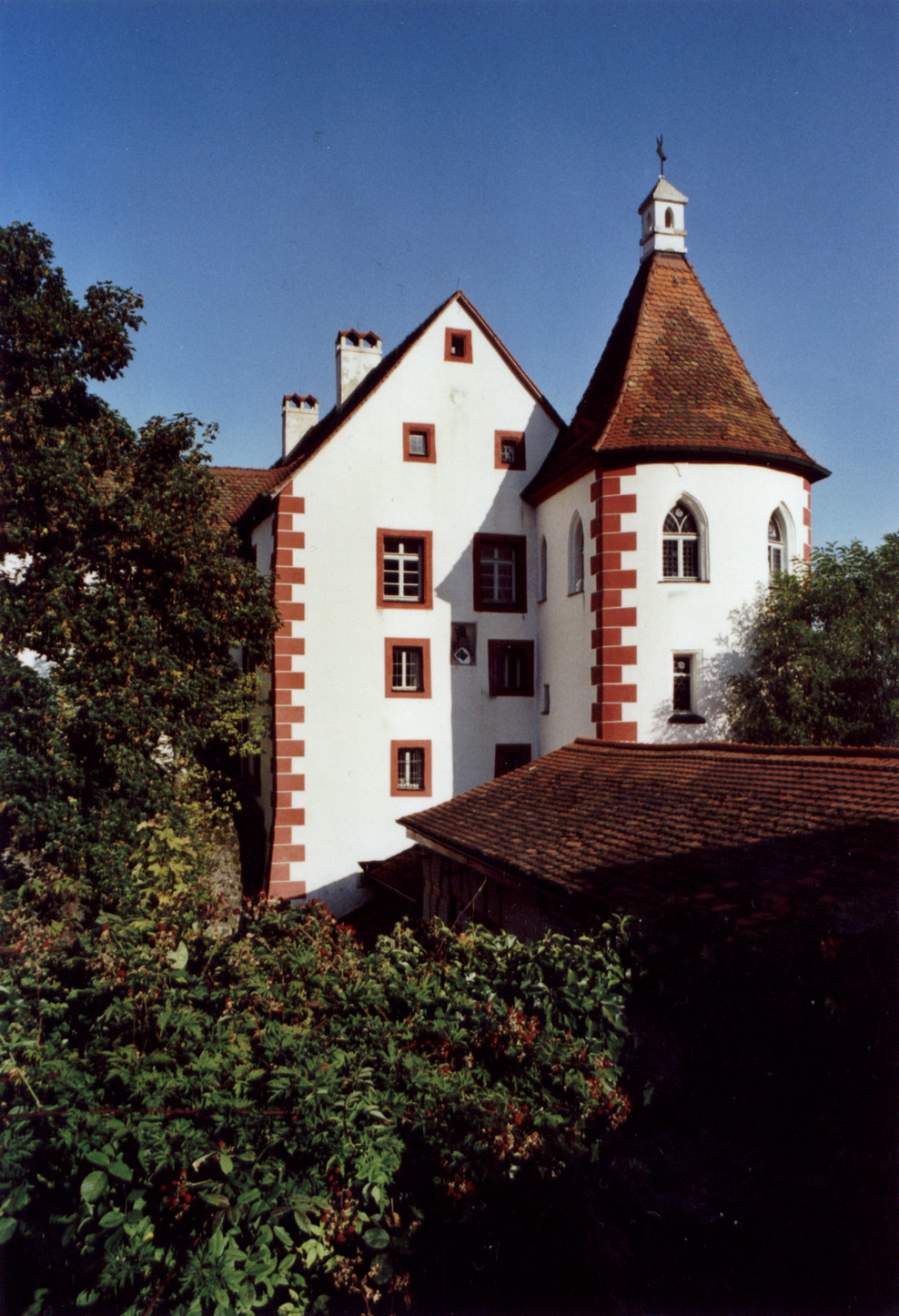
Neue oder lange Kemenate mit Turm (2006)
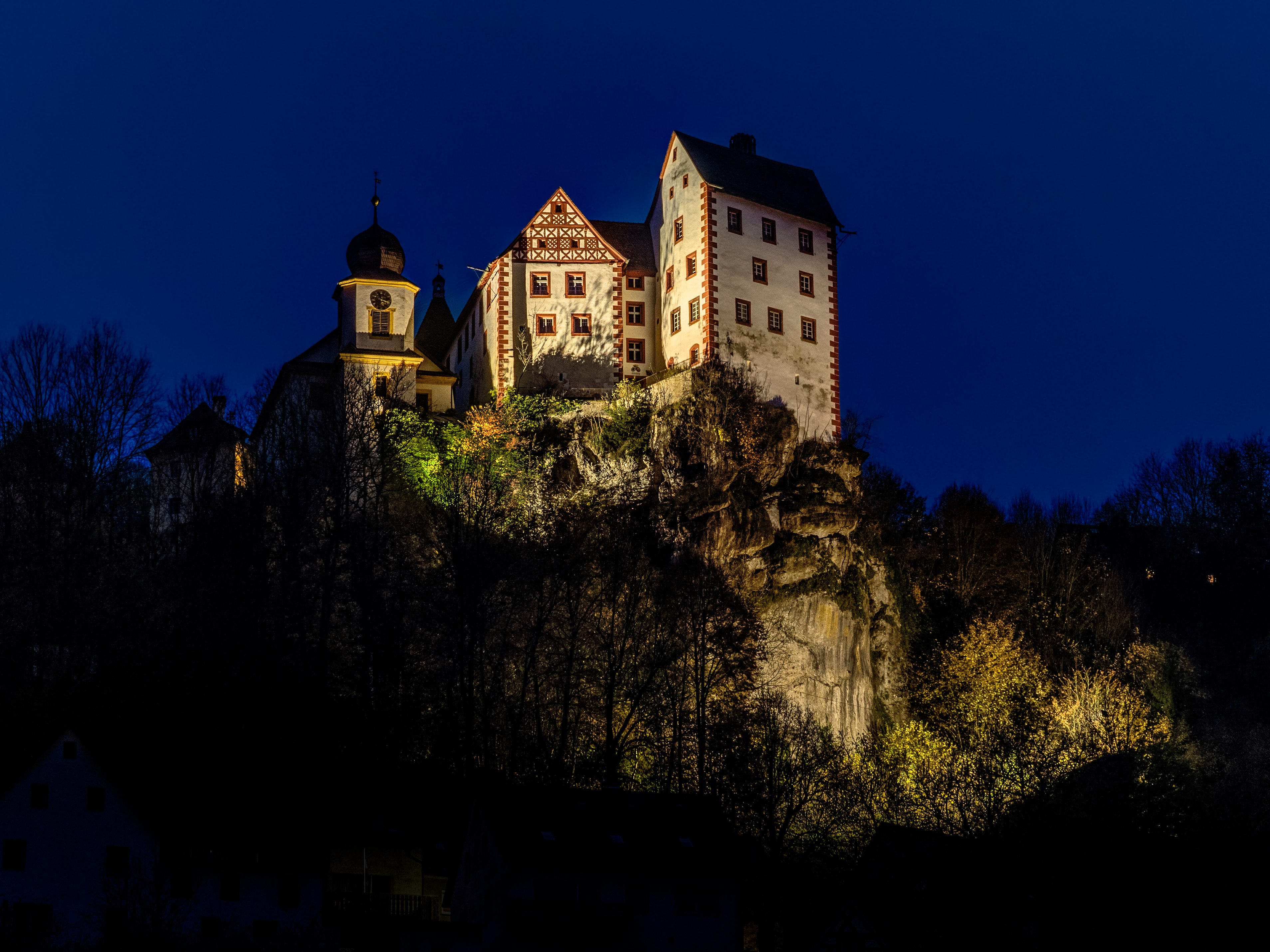
Beleuchtete Burg Egloffstein (2014)
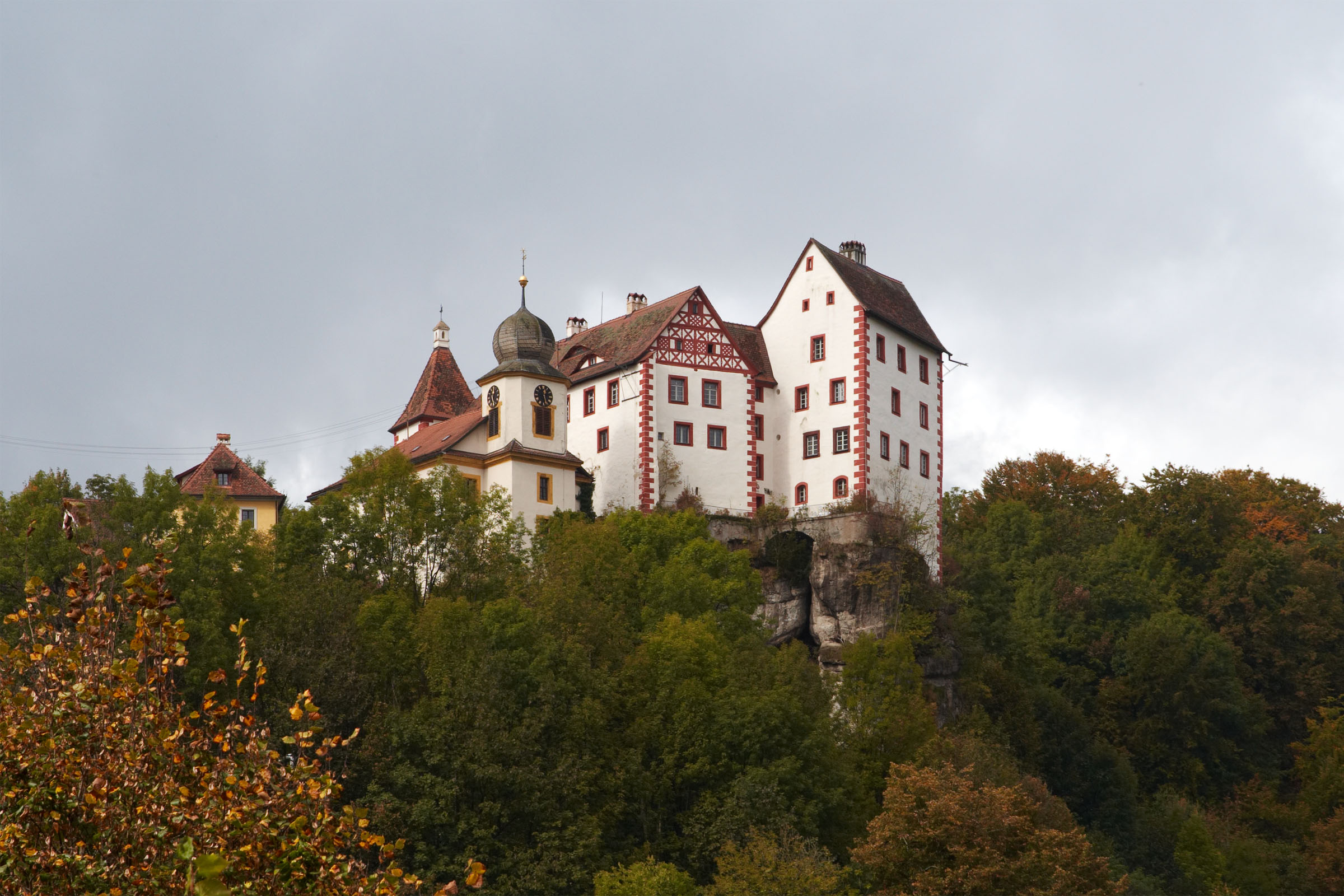
Burg vom Trubachtal in westlicher Richtung (2007)
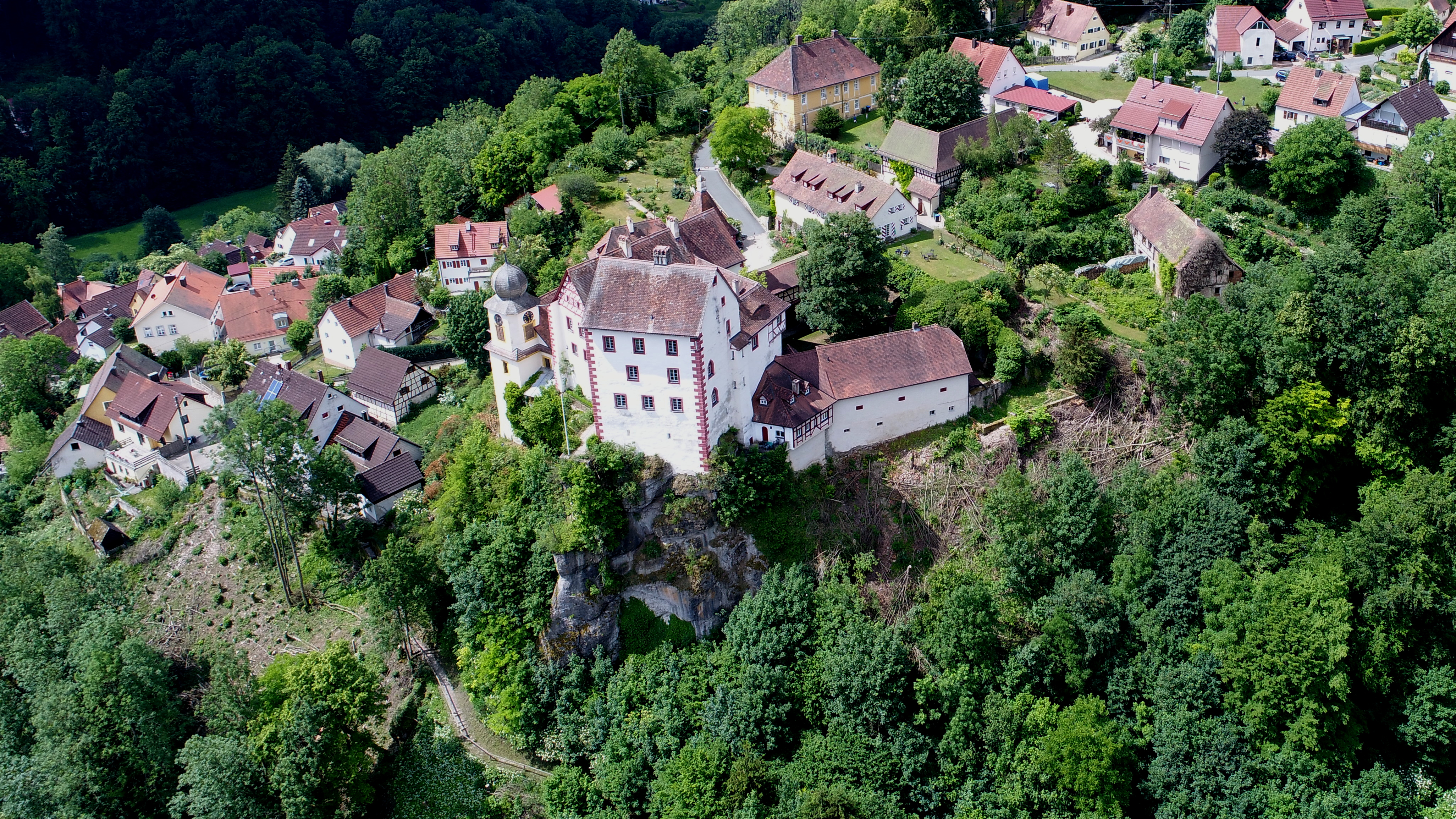
Burg Egloffstein aus der Vogelperspektive (2018)
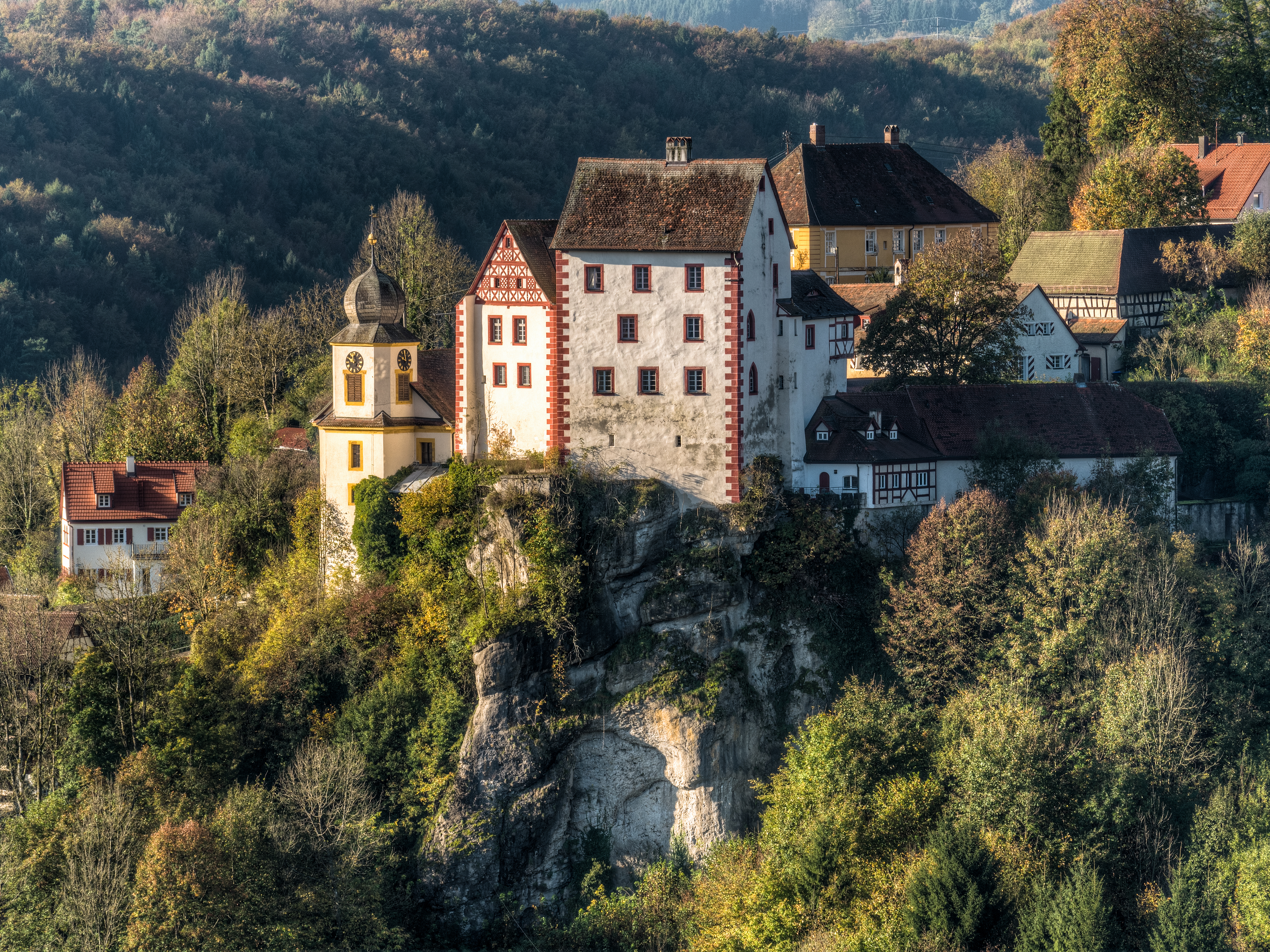